# Futebol nos Jogos Olímpicos de Verão de 1988
O torneio de futebol nos Jogos Olímpicos de Verão de 1988 foi realizado em Seul e em outras quatro cidades coreanas entre 17 de setembro e 1 de outubro.
Assim como na edição anterior, só foi permitido aos países membros da UEFA e da CONMEBOL (as confederações mais fortes cujas equipes venceram todos os títulos da Copa do Mundo) a inscrição de jogadores que não tivessem jogado a Copa do Mundo, no entanto, jogadores que não jogaram 90 minutos em uma partida da Copa do Mundo ainda puderam participar. Foi a última vez que isso ocorreu.
A União Soviética venceu o Brasil por 2 a 1 e conquistou a medalha de ouro, a segunda pelos soviéticos e os brasileiros, a segunda prata seguida. Pelo bronze, a Alemanha venceu a Itália por 3 a 0.

## Masculino
|  | URS União Soviética |  | BRA Brasil |  | FRG Alemanha Ocidental |
|  | Dmitri Kharin Gela Ketashvili Igor Sklyarov Aleksey Cherednik Arvidas Janonis Vadim Tischchenko Yevgeniy Kuznetsov Igor Ponomarov Aleksandr Borodyuk Igor Dobrovolskiy Vladimir Lyutyy Yevgeniy Yarovenko Sergey Fokin Vladimir Tatarchuk Aleksey Mikhaylichenko Aleksey Prudnikov Viktor Losev Sergey Gorlukovich Yuriy Savichev Arminas Narbekovas |  | Taffarel Zé Carlos Jorginho Luís Carlos Winck André Cruz Batista Ademir Mazinho Edmar Jorge Luís Andrade Careca Milton Geovani Silva João Paulo Neto Ricardo Gomes Valdo Filho Bebeto Aloísio Romário |  | Oliver Reck Michael Schulz Armin Görtz Wolfgang Funkel Thomas Hörster Olaf Janßen Rudolf Bommer Holger Fach Jürgen Klinsmann Wolfram Wuttke Frank Mill Uwe Kamps Roland Grahammer Thomas Häßler Christian Schreier Fritz Walter Ralf Sievers Gerhard Kleppinger Karlheinz Riedle Gunnar Sauer |

## Primeira fase

### Grupo A
| Pos | Time               | PG | J | V | E | D | GP | GC | SG |
| --- | ------------------ | -- | - | - | - | - | -- | -- | -- |
| 1   | Suécia             | 5  | 3 | 2 | 1 | 0 | 6  | 3  | +3 |
| 2   | Alemanha Ocidental | 4  | 3 | 2 | 0 | 1 | 8  | 3  | +5 |
| 3   | Tunísia            | 2  | 3 | 0 | 2 | 1 | 3  | 6  | –3 |
| 4   | China              | 1  | 3 | 0 | 1 | 2 | 0  | 5  | –5 |

| 17 de setembro | China | 0 – 3     | Alemanha Ocidental         | Estádio Busan Gudeok, Busan                 |
| 17:00          |       | Relatório | Wuttke 31' · Mill 60', 89' | Público: 24 000 Árbitro: URU Juan Cardelino |

| 17 de setembro | Suécia                    | 2 – 2     | Tunísia                       | Estádio Daegu Civic, Daegu                   |
| 19:00          | Thern 44' · Hellström 45' | Relatório | Dhiab 16' · Maâloul 43' (pen) | Público: 20 000 Árbitro: MEX Edgardo Codesal |

| 19 de setembro | Tunísia           | 1 – 4     | Alemanha Ocidental                                    | Estádio Busan Gudeok, Busan                |
| 17:00          | Maâloul 26' (pen) | Relatório | Grahammer 4' · Fach 50' · Mill 55' · Wuttke 75' (pen) | Público: 14 000 Árbitro: GBR Keith Hackett |

| 19 de setembro | Suécia                   | 2 – 0     | China | Estádio Daegu Civic, Daegu               |
| 19:00          | Lönn 19' · Hellström 42' | Relatório |       | Público: 17 000 Árbitro: SEN Badara Séne |

| 21 de setembro | Tunísia | 0 – 0     | China | Estádio Busan Gudeok, Busan                     |
| 17:00          |         | Relatório |       | Público: 17 000 Árbitro: TRI Lennox Sirjuesingh |

| 21 de setembro | Suécia                  | 2 – 1     | Alemanha Ocidental | Estádio Daegu Civic, Daegu                      |
| 19:00          | Engqvist 64' · Lönn 85' | Relatório | Walter 60'         | Público: 17 000 Árbitro: SUI Kurt Röthlisberger |

### Grupo B
| Pos | Time      | PG | J | V | E | D | GP | GC | SG  |
| --- | --------- | -- | - | - | - | - | -- | -- | --- |
| 1   | Zâmbia    | 5  | 3 | 2 | 1 | 0 | 10 | 2  | +8  |
| 2   | Itália    | 4  | 3 | 2 | 0 | 1 | 7  | 6  | +1  |
| 3   | Iraque    | 3  | 3 | 1 | 1 | 1 | 5  | 4  | +1  |
| 4   | Guatemala | 0  | 3 | 0 | 0 | 3 | 2  | 12 | –10 |

| 17 de setembro | Itália                                                             | 5 – 2     | Guatemala                   | Estádio Gwangju Mudeung, Gwangju           |
| 17:00          | Carnevale 3' · Evani 11' · Virdis 34' · Ferrara 38' · Desideri 75' | Relatório | Castañeda 7' · Paniagua 79' | Público: 12 000 Árbitro: JPN Shizuo Takada |

| 17 de setembro | Zâmbia                       | 2 – 2     | Iraque                       | Estádio Daejeon Hanbat, Daejeon         |
| 19:00          | Nyirenda 44' · K. Bwalya 66' | Relatório | Radhi 36' (pen) · Allawi 71' | Público: 29 600 Árbitro: COL Jesús Díaz |

| 19 de setembro | Zâmbia                                  | 4 – 0     | Itália | Estádio Gwangju Mudeung, Gwangju          |
| 17:00          | K. Bwalya 40', 55', 90' · J. Bwalya 63' | Relatório |        | Público: 9 800 Árbitro: GBR Keith Hackett |

| 19 de setembro | Iraque                                         | 3 – 0     | Guatemala | Estádio Daejeon Hanbat, Daejeon                  |
| 19:00          | Radhi 57' · Tawfik 67' · Mazariegos 77' (g.c.) | Relatório |           | Público: 23 500 Árbitro: GAB Jean-Fidele Diramba |

| 21 de setembro | Zâmbia                                | 4 – 0     | Guatemala | Estádio Gwangju Mudeung, Gwangju         |
| 17:00          | Makinka 53', 85' · K. Bwalya 79', 82' | Relatório |           | Público: 9 000 Árbitro: BHR Jassim Mandi |

| 21 de setembro | Iraque | 0 – 2     | Itália                     | Estádio Dongdaemun, Seul                  |
| 19:00          |        | Relatório | Rizzitelli 59' · Mauro 63' | Público: 13 000 Árbitro: CHI Hernán Silva |

### Grupo C
| Pos | Time            | PG | J | V | E | D | GP | GC | SG |
| --- | --------------- | -- | - | - | - | - | -- | -- | -- |
| 1   | União Soviética | 5  | 3 | 2 | 1 | 0 | 6  | 3  | +3 |
| 2   | Argentina       | 3  | 3 | 1 | 1 | 1 | 4  | 4  | 0  |
| 3   | Coreia do Sul   | 2  | 3 | 0 | 2 | 1 | 1  | 2  | –1 |
| 4   | Estados Unidos  | 2  | 3 | 0 | 2 | 1 | 3  | 5  | –2 |

| 18 de setembro | Coreia do Sul | 0 – 0     | União Soviética | Estádio Busan Gudeok, Busan                |
| 17:00          |               | Relatório |                 | Público: 30 000 Árbitro: ITA Tullio Lanese |

| 18 de setembro | Estados Unidos   | 1 – 1     | Argentina        | Estádio Daejeon Hanbat, Daejeon              |
| 19:00          | Windischmann 78' | Relatório | Alfaro 83' (pen) | Público: 18 500 Árbitro: SYR Jamal Al Sharif |

| 20 de setembro | Coreia do Sul | 0 – 0     | Estados Unidos | Estádio Busan Gudeok, Busan                |
| 17:00          |               | Relatório |                | Público: 22 000 Árbitro: MAR Baba Laouissi |

| 20 de setembro | Argentina        | 1 – 2     | União Soviética                     | Estádio Daejeon Hanbat, Daejeon            |
| 19:00          | Alfaro 77' (pen) | Relatório | Dobrovolski 7' · Mikhaylichenko 22' | Público: 25 000 Árbitro: FRA Gérard Biguet |

| 22 de setembro | Coreia do Sul   | 1 – 2     | Argentina              | Estádio Busan Gudeok, Busan                  |
| 17:00          | Noh Soo-jin 14' | Relatório | Alfaro 3' · Fabbri 73' | Público: 30 000 Árbitro: AUS Chris Bambridge |

| 22 de setembro | União Soviética                                                 | 4 – 2     | Estados Unidos         | Estádio Daejeon Hanbat, Daejeon                   |
| 17:00          | Mikhaylichenko 7', 48' · Narbekovas 19' · Dobrovolski 45' (pen) | Relatório | Goulet 65' · Doyle 85' | Público: 20 000 Árbitro: BRA Arnaldo Cezar Coelho |

### Grupo D
| Pos | Time       | PG | J | V | E | D | GP | GC | SG |
| --- | ---------- | -- | - | - | - | - | -- | -- | -- |
| 1   | Brasil     | 6  | 3 | 3 | 0 | 0 | 9  | 1  | +8 |
| 2   | Austrália  | 4  | 3 | 2 | 0 | 1 | 2  | 3  | –1 |
| 3   | Iugoslávia | 2  | 3 | 1 | 0 | 2 | 4  | 4  | 0  |
| 4   | Nigéria    | 0  | 3 | 0 | 0 | 3 | 1  | 8  | –7 |

| 18 de setembro | Austrália  | 1 – 0     | Iugoslávia | Estádio Gwangju Mudeung, Gwangju                 |
| 17:00          | Farina 48' | Relatório |            | Público: 12 000 Árbitro: ARG Juan Carlos Loustau |

| 18 de setembro | Brasil                                    | 4 – 0     | Nigéria | Estádio Daejeon Hanbat, Daejeon            |
| 19:00          | Edmar 59' · Romário 74', 84' · Bebeto 86' | Relatório |         | Público: 29 512 Árbitro: USA Vincent Mauro |

| 20 de setembro | Iugoslávia                            | 3 – 1     | Nigéria    | Estádio Daejeon Hanbat, Daejeon           |
| 17:00          | Stojković 35', 67' · Šabanadžović 49' | Relatório | Yekini 88' | Público: 24 000 Árbitro: KOR Choi Gil-soo |

| 20 de setembro | Austrália | 0 – 3     | Brasil                | Estádio Dongdaemun, Seul                           |
| 19:00          |           | Relatório | Romário 20', 57', 61' | Público: 15 000 Árbitro: FRG Karl-Heinz Tritschler |

| 22 de setembro | Iugoslávia       | 1 – 2     | Brasil                      | Estádio Daejeon Hanbat, Daejeon             |
| 19:00          | Šabanadžović 69' | Relatório | André Cruz 25' · Bebeto 56' | Público: 31 200 Árbitro: URS Alexey Spirin) |

| 22 de setembro | Austrália   | 1 – 0     | Nigéria | Estádio Dongdaemun, Seul                        |
| 19:00          | Koshina 76' | Relatório |         | Público: 12 800 Árbitro: POL Michał Listkiewicz |

## Fase final

### Quartas de final
| 25 de setembro | Zâmbia | 0 – 4     | Alemanha Ocidental                         | Estádio Gwangju, Gwangju               |
| 17:00          |        | Relatório | Funkel 18' (pen) · Klinsmann 34', 43', 89' | Público: 8 000 Árbitro: COL Jesús Díaz |

| 25 de setembro | Suécia        | 1 – 2                         | Itália                  | Estádio Daejeon Hanbat, Daejeon            |
| 19:00          | Hellström 84' | 1–1 0–1 prorrogação Relatório | Virdis 50' · Crippa 98' | Público: 11 000 Árbitro: FRA Gérard Biguet |

| 25 de setembro | União Soviética                                       | 3 – 0     | Austrália | Estádio Goodeok, Busan                      |
| 17:00          | Dobrovolski 50' (pen), 54' (pen) · Mikhaylichenko 62' | Relatório |           | Público: 7 000 Árbitro: URU Juan Cardellino |

| 25 de setembro | Brasil      | 1 – 0     | Argentina | Estádio Dongdaemon, Seul                        |
| 19:00          | Geovani 76' | Relatório |           | Público: 21 800 Árbitro: SUI Kurt Röthlisberger |

### Semifinal
| 27 de setembro | Itália                      | 2 – 3                         | União Soviética                                        | Estádio Goodeok, Busan                       |
| 17:00          | Virdis 50' · Carnevale 118' | 1–1 1–2 prorrogação Relatório | Dobrovolski 78' · Narbekovas 92' · Mikhaylichenko 106' | Público: 10 000 Árbitro: SYR Jamal Al Sharif |

| 27 de setembro | Alemanha Ocidental | 1 – 1             | Brasil      | Estádio Olímpico, Seul                     |
| 20:00          | Fach 50'           | 1–1 0–0 Relatório | Romário 79' | Público: 65 000 Árbitro: GBR Keith Hackett |

|                                         |       | Penalidades                                     |  |
| Janßen Klinsmann Kleppinger Fach Wuttke | 2 – 3 | João Paulo Luís Carlos Winck Romário André Cruz |  |

### Disputa pelo bronze
| 30 de setembro | Itália | 0 – 3     | Alemanha Ocidental                           | Estádio Olímpico, Seul                           |
| 19:00          |        | Relatório | Klinsmann 5' · Kleppinger 18' · Schreier 68' | Público: 61 000 Árbitro: ARG Juan Carlos Loustau |

### Final
| 1 de outubro | União Soviética                       | 2 – 1 (pro) | Brasil      | Estádio Olímpico, Seul                     |
| 19:00        | Dobrovolski 60' (pen) · Savichev 103' | Relatório   | Romário 29' | Público: 74 000 Árbitro: FRA Gérard Biguet |

| URSS | Brasil |

| G                  | 1  | Dmitri Kharin          |  |       |
| LD                 | 2  | Gela Ketashvili        |  |       |
| Z                  | 12 | Yevgeniy Yarovenko     |  |       |
| Z                  | 18 | Sergei Gorlukovich     |  |       |
| LE                 | 17 | Viktor Losev           |  |       |
| V                  | 7  | Yevgeni Kuznetsov      |  |       |
| V                  | 10 | Igor Dobrovolski       |  |       |
| MF                 | 15 | Aleksey Mikhaylichenko |  |       |
| MF                 | 14 | Volodymyr Tatarchuk    |  |       |
| A                  | 11 | Vladimir Lyutyy        |  | 115'  |
| A                  | 20 | Arminas Narbekovas     |  | 45+1' |
| Substitutos:       |    |                        |  |       |
| Z                  | 3  | Igor Sklyarov          |  | 115'  |
| A                  | 19 | Yuriy Savichev         |  | 45+1' |
| Técnico:           |    |                        |  |       |
| Anatoliy Byshovets |    |                        |  |       |

| G                    | 1  | Taffarel          |  |     |
| LD                   | 14 | Luiz Carlos Winck |  |     |
| Z                    | 15 | Aloísio           |  |     |
| Z                    | 13 | André Cruz        |  |     |
| LE                   | 2  | Jorginho          |  |     |
| V                    | 19 | Andrade           |  |     |
| V                    | 16 | Milton            |  |     |
| M                    | 17 | Neto              |  | 73' |
| A                    | 10 | Careca            |  |     |
| A                    | 20 | Bebeto            |  | 75' |
| A                    | 11 | Romário           |  |     |
| Substitutos:         |    |                   |  |     |
| A                    | 9  | Edmar             |  | 73' |
| A                    | 18 | João Paulo        |  | 75' |
| Técnico:             |    |                   |  |     |
| Carlos Alberto Silva |    |                   |  |     |

## Classificação final
| Pos.              | Equipe                 | PG | J | V | E | D | GP | GC | SG  |
| ----------------- | ---------------------- | -- | - | - | - | - | -- | -- | --- |
| Medalha de ouro   | URS União Soviética    | 11 | 6 | 5 | 1 | 0 | 14 | 6  | +8  |
| Medalha de prata  | BRA Brasil             | 9  | 6 | 4 | 1 | 1 | 12 | 4  | +8  |
| Medalha de bronze | FRG Alemanha Ocidental | 9  | 6 | 4 | 1 | 1 | 16 | 4  | +12 |
| 4                 | ITA Itália             | 6  | 6 | 3 | 0 | 3 | 11 | 13 | –2  |
| 5                 | ZAM Zâmbia             | 5  | 4 | 2 | 1 | 1 | 10 | 6  | +4  |
| 6                 | SWE Suécia             | 5  | 4 | 2 | 1 | 1 | 7  | 5  | +2  |
| 7                 | AUS Austrália          | 4  | 4 | 2 | 0 | 2 | 2  | 6  | –4  |
| 8                 | ARG Argentina          | 3  | 4 | 1 | 1 | 2 | 4  | 5  | –1  |
| 9                 | IRQ Iraque             | 3  | 3 | 1 | 1 | 1 | 5  | 4  | +1  |
| 10                | YUG Iugoslávia         | 2  | 3 | 1 | 0 | 2 | 4  | 4  | 0   |
| 11                | KOR Coreia do Sul      | 2  | 3 | 0 | 2 | 1 | 1  | 2  | –1  |
| 12                | USA Estados Unidos     | 2  | 3 | 0 | 2 | 1 | 3  | 5  | –2  |
| 13                | TUN Tunísia            | 2  | 3 | 0 | 2 | 1 | 3  | 6  | –3  |
| 14                | CHN China              | 1  | 3 | 0 | 1 | 2 | 0  | 5  | –5  |
| 15                | NGR Nigéria            | 0  | 3 | 0 | 0 | 3 | 1  | 8  | –7  |
| 16                | GUA Guatemala          | 0  | 3 | 0 | 0 | 3 | 2  | 12 | –10 |

## Artilheiro
7 gols
- Romário